# Gerlof Hamersma
Gerlof Wytze Hamersma (Leeuwarden, 17 oktober 1953) is een Nederlandse beeldhouwer.

## Leven en werk
Hamersma volgde een opleiding aan Academie Vredeman de Vries in Leeuwarden (1975-1980) en studeerde af in de richting Monumentale Vormgeving. Hij maakt als beeldhouwer gebruik van diverse materialen, die hij in zijn werk combineert. Een aantal van zijn werken (in Groningen, Meppel en Sappemeer) is in het water geplaatst. Hij is medeoprichter van kunstenaarsinitiatief Voorheen De Gemeente (Leeuwarden).

## Werken (selectie)
- Kubus (1975), MCL, Leeuwarden
- Vijf glazen vazen (1989), Wilhelminapark, Meppel
- Zonder titel (1990), Prinsentuin in Leeuwarden
- De fjouwer tinzen (1991), Wester Omwei/Rijksstraatweg, Hardegarijp
- Zonder titel (1993), acht kubussen bij de rioolzuiveringsinstallatie Harlingen
- Zonder titel, bekend als 'Driesprong' (1994), Achterdiep, Sappemeer
- Zonder titel (1996), Noorddijkerweg, Groningen